# Веселе (Шевченківський район)
Весе́ле — колишнє село в Україні, підпорядковувалося Петропільській сільській раді Шевченківського району Харківської області.
1977 року в селі проживало 25 людей. Дата зникнення невідома.
Веселе розташовувалося на березі пересихаючого струмка, котрий через 3 км впадає у річку Волоська Балаклійка. За 1,5 км вище за течією розташоване село Олексіївка, нижче за течією за 2 км — Бригадирівка, за 2 км — колишнє село Вишневе.

## Принагідно
- мапіо